# Trippie Town
Trippie Town es el primer álbum lanzado al mercado por la banda de rock mestizo Che Sudaka.
Fue publicado por la discográfica K Industria en 2003 y posteriormente reeditado en 2005.

## Lista de canciones
1. Cosmopolitan time
2. Sin papeles
3. La cacerola
4. La guerra es por dentro
5. Mirando el mundo al revés
6. Utopías para no morirme
7. Perros de la calle
8. Lo que te quiero decir (live)
9. Che* dubwise version